# 15249 Capodimonte
15249 Capodimonte eller 1989 YB5 är en asteroid i huvudbältet som upptäcktes den 28 december 1989 av den belgiske astronomen Eric W. Elst vid Haute-Provence-observatoriet. Den är uppkallad efter Capodimonte-observatoriet.
Asteroiden har en diameter på ungefär 21 kilometer.